# درخش
درخش از آبادی‌های کهن قهستان قدیم (منطقه وسیع کوهستان‌های شرق) در فاصله ۶۵ کیلومتری مرکز استان خراسان جنوبی قرار دارد. به لحاظ موقعیت نسبی بین دو دشت شیرکاب در شرق و رزگ در شمال قرار گرفته‌است. درخش در منطقه‌ای کوهستان واقع شده شمال و شمال غرب را کوهستان‌های مرتفع دربر گرفته وجود همین ارتفاعات باعث گردیده تا این مکان از میزان بارندگی بیشتر و هوای خنک تری برخوردار باشد. به دلیل موقعیت کوهستانی درخش بخش عمده فعالیت‌های کشاورزی به باغداری اختصاص دارد در باغستان انواع میوه‌ها با کیفیت مطلوب تولید می‌شود مهم‌ترین محصول زرشک می‌باشد این محصول علاوه بر استفاده خوراکی از آن در صنعت رنگرزی نیز استفاده می‌کردند، خواص گوناگونی که در میوه، پوست و ریشه این گیاه وجود دارد توجه حکما و اطبا را به خود جلب کرده‌است.

## تاریخچه درخش
آنچه مسلم است از تاریخ درخش و به‌طور کل منطقه قهستان تاریخ مکتوب و پیوسته‌ای در دست نیست با این وجود با مراجعه به اوراق تاریخی، اسناد موجود، آثار تاریخی و نقل قول‌های محلی که از اجداد و نیکان نقل شده تا حدی می‌توان به برخی حوادث تاریخی این دیار دست یافت. یکی از مستنداتی که حاکی از رونق این روستا در دروان باستان می‌باشد وجود آتشکده مشهوری در این محل قبل از اسلام بوده که علامه مجلسی در کتاب تذکره الائمه نیز اشاره کرده‌است. در خصوص درخش می‌توان اظهار داشت که آنچه مسلم است و در بیشتر فرهنگ‌ها بر ان تأکید شده این واژه بیشتر در معنی روشنی و درخشش برق و روشنایی آمده‌است. با توجه به مستندات تاریخی ونقل قول‌هایی که به‌طور شفاهی نقل می‌شود دال بر وجود آتشکده‌ای در این محل درعهد ساسانی تا حد زیادی قابل قبول است و به استناد همین وجه تسمیه می‌توان تاریخ پیدایش و قدمت تاریخی درخش را به دوره پیش از اسلام نسبت داد.
از دوره پیش از اسلام تا دوره صفویه و قاجار درخش فراز و نشیب‌های تاریخی زیادی را طی می‌کند تا اینکه در دوره صفویه و قاجار با انتخاب درخش به عنوان مرکز نایب الحکومه اعتبار و رونق ویژه می‌یابد. سرپرسی سایکس ژنرال ارتش و ایران‌شناس بریتانیایی که از حدود سال‌های ۱۸۹۸ تا سال ۱۹۱۶ میلادی در ایران بوده در کتاب ۱۰ هزار مایل در ایران اطلاعاتی از دوران اقامت خود در درخش می‌دهد. سایکس در مورد وضعیت درخش در آن دوران (در حدود سالهای ۱۹۰۰ میلادی، ۱۲۷۸ شمسی) می‌نویسد «درخش به ظن قوی تحریف شده دره رخش است ولی از طرفی هم نمی‌توان گفت که اسب جنگی رستم را در تابستان‌ها به این نقطه که تا سیستان مسافت نسبتا بعیدی دارد می‌فرستاده‌اند. قریه مرکزی درخش هزار نفر جمعیت دارد و سکنه محترم محل جماعتی از سادات اند که خود را از اعقاب صفویه می‌دانند».
دردوره نادر شاه چنانچه از تاریخ جهان‌گشای نادری استنباط می‌شود این قریه آباد و پر رونق بود و امرای با نفوذ داشت، درموقع لشکر کشی نادر امیر خزیمه که امارت قهستان را داشته لشکری برای یاری نادر فرستاد که سه تن از آنان از درخش بوده‌اند. آمدن نادرشاه به درخش و باج‌گیری او از میراز محتشم که از سادات و متمولین درخش بوده هنوز هم زبان زد اهالی می‌باشد.
در زمان فتحعلی شاه نایب الحکومه وقت مفتخر به لقب خانی می‌شود، این شخص که مشهور به حاج کوچک میرزا بوده از خطاطان و علمای صاحب نام درخش می‌باشد که با همت وی مدرسه طلاب درخش تأسیس می‌گردد وی که بعدها به صدر العلمایی خراسان منصوب می‌شود در دربار قاجار مقرب و عزیز می‌گردد. به همین ترتیب در طول زمان افرادی به منصب نایب الحکومه رسیده‌اند که آخرین آن‌ها محمدحسین خان ملقب به حاجی خان زهرایی است.

## مسجد جامع درخش
قدمت این مسجد به دوران صفویه بازمی‌گردد و سال دقیق بنای آن با توجه به کتیبه سنگی باقی مانده از مسجد، در ۹۸۱ هجری قمری توسط شخصی به نام عمید الملک محمد درجحی ثبت شده‌است. به‌طور کلی می‌توان فضای مسجد جامع درخش را به دو بخش مجزای شبستان گنبددار و فضای ایجاد شده به صورت اتاق با تک ستون تقسیم نمود. این مسجد در سال ۱۳۷۷ با شماره ۲۰۶۶ در فهرست آثار ملی ثبت گردیده‌است.

## قالی درخش
درخش از مراکز قالی بافی ایران در گذشته بوده و قالی‌های مرغوبی در این خطه بافته می‌شده‌است. از ویژه گی‌های قالی درخش، استفاده از رنگ نارنجی و موتیف بته جقه در نقش قالی است. قالی درخش تک حاشیه بوده و گره زنی آن به صورت نامتقارن بوده‌است.

قالی درخش در موزه ویکتوریا و آلبرت لندن

با توجه به مرغوبیت قالی درخش و نزدیکی این ناحیه به شهر مشهد از دوره صفویه به این سو ولایت درخش و در کل جنوب خراسان نقش پررنگی در تهیه فرش حرم پیشوای هشتم شیعیان داشته اشت. در این خصوص آرتور سیسیل ادواردز، رئیس شرکت قالی بافی شرق لندن در سال ۱۳۲۷ شمسی در گزارشی که پس از بازدید از مجموعه مفروشات آستان قدس به دربار پهلوی ارائه می‌کند به قالی‌های درخش اشاره می‌کند که در آن زمان بین ۵۰ تا ۱۵۰ سال قدمت داشته‌اند. علاوه بر این از اسناد خرید و کتابچه موقوفات آستان قدس استفاده گسترده از فرش درخش در حرم پیشوای هشتم شیعیان اشاره دارد. نمونه از فرش درخش در موزه ویکتوریا و آلبرت لندن نگهداری می‌شود که تاریخ بافت آن بین سالهای ۱۸۰۰ تا ۱۸۲۵ میلادی تخمین زده شده و از شخصی به نام علی اکبر کرداغلی در استانبول خریداری شده‌است.

## جمعیت
این شهر در استان خراسان جنوبی شهرستان درمیان قرار داشته و براساس آخرین سرشماری مرکز آمار ایران که در سال ۱۳۸۵ صورت گرفته، جمعیت آن ۱۲۰۰ نفر (۶۵۰خانوار) بوده‌است.